# داروين توماس
داروين توماس (بالإنجليزية: Darwin Thomas)‏ هو قاضي أمريكي، ولد في 5 سبتمبر 1894، وتوفي في 22 نوفمبر 1954.